# Liste des municipalités de Hidalgo

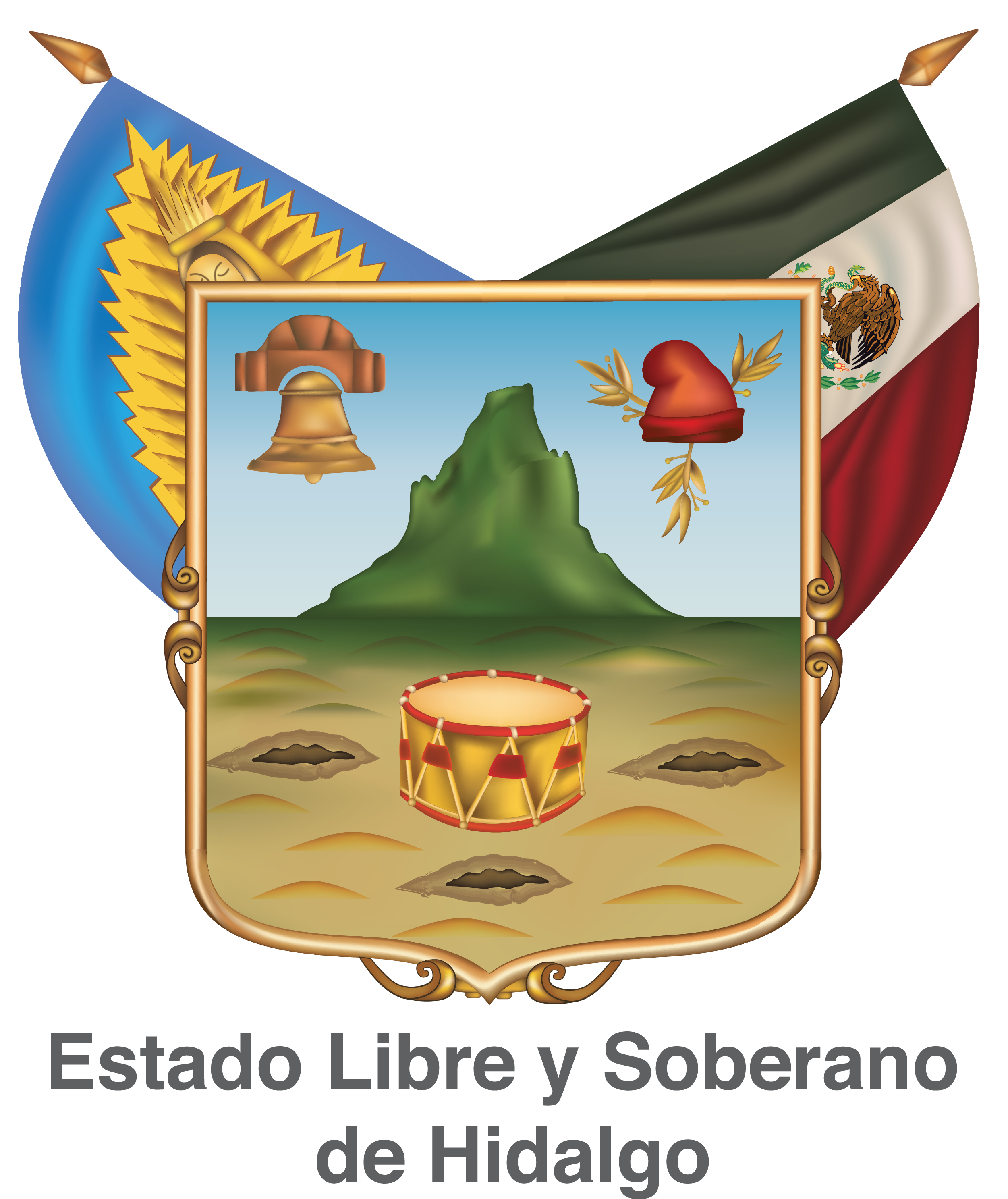
Armoiries de l'État d'Hidalgo

L'État d'Hidalgo est un État du Mexique composé de 84 municipalités. Pachuca de Soto en est la capitale.

## Liste des municipalités et des codes INEGI associés
Le code INEGI complet de la municipalité comprend le code de l'État - 13 - suivi du code de la municipalité. Exemple : Pachuca de Soto = 13048. Chaque municipalité comprend plusieurs localités portant leur propre code. Ainsi, pour le chef-lieu de la municipalité, Pachuca de Soto = 130480001.

État d'Hidalgo

Municipalité de l'État d'Hidalgo

| Code INEGI | Municipalité            | Code INEGI | Municipalité                         |
| ---------- | ----------------------- | ---------- | ------------------------------------ |
| 001        | Acatlán                 | 043        | Nicolás Flores                       |
| 002        | Acaxochitlán            | 044        | Nopala de Villagrán                  |
| 003        | Actopan                 | 045        | Omitlán de Juárez                    |
| 004        | Agua Blanca de Iturbide | 046        | San Felipe Orizatlán                 |
| 005        | Ajacuba                 | 047        | Pacula                               |
| 006        | Alfajayucan             | 048        | Pachuca de Soto                      |
| 007        | Almoloya                | 049        | Pisaflores                           |
| 008        | Apan                    | 050        | Progreso de Obregón                  |
| 009        | El Arenal               | 051        | Mineral de la Reforma                |
| 010        | Atitalaquia             | 052        | San Agustín Tlaxiaca                 |
| 011        | Atlapexco               | 053        | San Bartolo Tutotepec                |
| 012        | Atotonilco el Grande    | 054        | San Salvador                         |
| 013        | Atotonilco de Tula      | 055        | Santiago de Anaya                    |
| 014        | Calnali                 | 056        | Santiago Tulantepec de Lugo Guerrero |
| 015        | Cardonal                | 057        | Singuilucan                          |
| 016        | Cuautepec de Hinojosa   | 058        | Tasquillo                            |
| 017        | Chapantongo             | 059        | Tecozautla                           |
| 018        | Chapulhuacán            | 060        | Tenango de Doria                     |
| 019        | Chilcuautla             | 061        | Tepeapulco                           |
| 020        | Eloxochitlán            | 062        | Tepehuacán de Guerrero               |
| 021        | Emiliano Zapata         | 063        | Tepeji del Río de Ocampo             |
| 022        | Epazoyucan              | 064        | Tepetitlán                           |
| 023        | Francisco I. Madero     | 065        | Tetepango                            |
| 024        | Huasca de Ocampo        | 066        | Villa de Tezontepec                  |
| 025        | Huautla                 | 067        | Tezontepec de Aldama                 |
| 026        | Huazalingo              | 068        | Tianguistengo                        |
| 027        | Huehuetla               | 069        | Tizayuca                             |
| 028        | Huejutla de Reyes       | 070        | Tlahuelilpan                         |
| 029        | Huichapan               | 071        | Tlahuiltepa                          |
| 030        | Ixmiquilpan             | 072        | Tlanalapa                            |
| 031        | Jacala de Ledezma       | 073        | Tlanchinol                           |
| 032        | Jaltocán                | 074        | Tlaxcoapan                           |
| 033        | Juárez Hidalgo          | 075        | Tolcayuca                            |
| 034        | Lolotla                 | 076        | Tula de Allende                      |
| 035        | Metepec                 | 077        | Tulancingo de Bravo                  |
| 036        | Metzquititlán           | 078        | Xochiatipan                          |
| 037        | Metztitlán              | 079        | Xochicoatlán                         |
| 038        | Mineral del Chico       | 080        | Yahualica                            |
| 039        | Mineral del Monte       | 081        | Zacualtipán de Angeles               |
| 040        | La Misión               | 082        | Zapotlán de Juárez                   |
| 041        | Mixquiahuala de Juárez  | 083        | Zempoala                             |
| 042        | Molango de Escamilla    | 084        | Zimapán                              |